# Иванов, Владислав Евгеньевич
Владислав Евгеньевич Иванов (рум. Vladislav Ivanov; 7 мая 1990, Тирасполь) — молдавский футболист, игравший на всех позициях в поле, преимущественно на позиции атакующего полузащитника. Выступал за сборную Молдовы.

## Биография
Воспитанник клуба «Шериф» (Тирасполь). Взрослую карьеру начинал в дубле «Шерифа» во втором дивизионе Молдовы. В начале 2011 года перешёл в кишинёвскую «Академию», в её составе дебютировал 12 марта 2011 года в матче высшего дивизиона Молдовы против «Рапида» Гидигич, заменив на 61-й минуте Валерия Чуперку. Затем играл во втором дивизионе за дубль «Милсами» (Оргеев) и в высшем — за «Сфынтул Георге», но нигде не смог закрепиться в составе. Летом 2012 года перешёл в «Костулены» и там стал игроком стартового состава, сыграв 58 матчей за два сезона. 31 августа 2012 года в матче против «Сперанцы» Крихана Веке забил свой первый гол в чемпионате. Летом 2014 года перешёл в амбициозный «Верис» (Кишинёв), где был игроком замены, однако в середине сезона клуб был исключён из чемпионата. Следующий сезон провёл в составе тираспольского «Динамо-Авто». Летом 2016 года перешёл в «Шериф», но отыграл там только полсезона и вернулся в «Динамо-Авто».
Летом 2017 года перешёл в белорусский клуб «Крумкачи» (Минск). Дебютный матч в чемпионате Беларуси сыграл 12 августа 2017 года против могилёвского «Днепра», а 20 августа в своей второй игре забил гол в ворота БАТЭ, и принёс неожиданную выездную победу своему клубу. Всего в высшей лиге Беларуси провёл 13 матчей и забил один гол.
В декабре 2017 года вернулся на родину и присоединился к клубу «Петрокуб» (Хынчешть), с которым стал бронзовым призёром чемпионата Молдовы 2018 года. По окончании сезона завершил карьеру.
Всего в высшем дивизионе Молдовы сыграл 144 матча и забил 23 гола. В составе «Вериса» и «Петрокуба» играл в матчах еврокубков.
18 ноября 2013 года дебютировал в национальной сборной Молдовы в товарищеском матче против Литвы. Всего в 2013—2018 годах сыграл 10 матчей за сборную.

## Достижения
- Обладатель Суперкубка Молдовы: 2016 (был в запасе)
- Бронзовый призёр чемпионата Молдовы: 2018

## Личная жизнь
Отец, Евгений Геннадьевич (род. 1966) играл в футбол на позиции вратаря, выступал за сборную Молдовы. Брат Станислав (род. 1996) также профессиональный фулист, игравший на позиции вратаря.